# Lluís Mercadé
Lluís Mercadé i Villanueva (Barcelona, 1898 - ídem, 7 de març de 1959) fou un pintor català. Format a París i Múnic, exposà individualment a les Galeries Dalmau de Barcelona (1925) i col·lectivament a Les Arts i els Artistes. Conreà la figura, amb un concepte plàcid i estructural de filiació noucentista. Va exposar principalment a galeries de Barcelona.